# Тифт (окръг, Джорджия)
Окръг Тифт (на английски: Tift County) е окръг в щата Джорджия, Съединени американски щати. Площта му е 707 km², а населението - 40 793 души. Административен център е град Тифтън.